# Сен-Ремі-ан-Босс
Сен-Ремі-ан-Босс (фр. Saint-Rhémy-en-Bosses) — муніципалітет в Італії, у регіоні Валле-д'Аоста.
Сен-Ремі-ан-Босс розташований на відстані близько 610 км на північний захід від Рима, 16 км на північний захід від Аости.
Населення — 337 осіб (2014).
Щорічний фестиваль відбувається 6 листопада. Покровитель — Léonard de Noblac.

## Демографія
Населення за роками:

Станом на 1 січня 2023 року в муніципалітеті офіційно проживали 23 іноземці з 13 країн, серед них 5 громадян країн Євросоюзу та 1 громадянин України.

## Сусідні муніципалітети
- Авіз
- Бур-Сен-П'єр
- Курмайор
- Жиньо
- Ла-Саль
- Орсьєр
- Сент-Уаєн
- Сен-П'єр